# JET DESTINY
『JET DESTINY』（ジェット・デスティニー）は、横関敦のアルバム。

## 内容
前作から約3年ぶりにしてソロ活動30周年を記念し、「G.T.Resonator」以来、10年ぶりにキングレコードから発売された。1枚目のアルバム「JET FINGER」に収録された『Jet Finger～Fox Glove』のリテイク・バージョンも収録。

## 収録曲
全曲　作曲：横関敦　編曲：横関敦、秋山隆、Takamitsu Toyoda（特記以外）
1. Jet Finger～Fox Glove
2. Instincts
3. Unforgettable Way
4. Two Side of The Same Dime
5. Prime
6. Brilliant Pale Moon
7. Rest for Eternal
8. The Blast
9. Over Power
10. Destination of My Wind
編曲：横関敦・三柴理

## レコーディング参加
- 横関敦 - ギター
  - 山本恭司 - ギター[1]
  - 三柴理 - キーボード[1]